# Рик Виктор
Ерик Томпсън (роден на 4 декември 1980), по-добре познат под сценичното си име Рик Виктор, е канадски професионален кечист. Работи с WWE под сценичното име Виктор като част от Възкачване.
Докато в развиващата се територия на WWE NXT, той беше най-дълго Отборен шампион на NXT за всички времена (заедно с партньора си от Възкачване Конър), и беше също бивш Отборен шампион на Флорида с Брад Мадокс. Преди работеше като Апок за Ohio Valley Wrestling, където беше двукратен шампион в тежка категория на OVW.

## В кеча
- Финални ходове
  - Canadian Lifter[4]/Psycho Crusher[5]/Flying European uppercut[6][7] – 2013
  - Double underhook powerbomb[8][9] – 2012; 2015 –
  - Fade to Black (Crucifix powerbomb подвигнат и пренесен в piledriver)[10]
- Ключови ходове
  - European uppercut[11][12]
  - Jumping STO[11][12]
- С Конър О'Брайън/Конър
  - Отборни финални ходове
    - Fall of Man (Legsweep (Конър)/Jumping European uppercut (Виктор) комбинация)
    - Hi Justice (Sidewalk slam (Конър)/top-rope legdrop (Виктор) комбинация)
    - Breaking Point (Spinning spinebuster (Конър)/Double knee backbreaker (Виктор) комбинация)
- Прякори
  - „Скалпела“[13]
- Мениджъри
  - София Кортез
  - Пейдж
  - Звезден прах
- Придружавайки
  - Звезден прах
- Входни песни
  - „Hell's Army“ на Neal Acree and Robert Anthony Navarro (FCW/NXT; 2012)
  - „Let Battle Commence“ на Daniel Nielsen (NXT; 2013 – 2014; използвана докато е партньор на Конър като член на Възкачване)
  - „Rebellion“ на CFO$ (NXT/WWE; от 2014 г.; използвана е докато партньор на Конър като член на Възкачване)
  - „Written in the Stars“ на Джим Джонстън [14] (2015 – 2016; използвана докато партньор на Звезден прах като член на Космическата пустош)

## Шампионски титли и отличия
- Florida Championship Wrestling
  - Шампион в тежка категория на Флорида на FCW (2 пъти)[15][16]
  - Отборен шампион Флорида на FCW (1 път, последен) – с Брад Мадокс[17]
- Ohio Valley Wrestling
  - Шампион в тежка категория на OVW (2 пъти)
  - Южняшки отборен шампион на OVW (1 път) – с Вон Лилас
- Prairie Wrestling Alliance
  - Шампион в тежка категория на PWA
  - Осакатяващ шампион на PWA
- Pro Wrestling Illustrated
  - PWI го класира като No. 128 от топ 500 индивидуални кечисти в PWI 500 през 2014[18]
- Stampede Wrestling
  - Северно американски шампион в тежка категория на Stampede (1 път)
  - Интернационален отборен шампион на Stampede Wrestling (2 пъти) – с Дейв Суифт
- WWE NXT
  - Отборен шампион на NXT (1 път) – с Конър